# Eurítoe
Eurítoe, en la mitología griega, es el nombre de una de las danaides. Una tradición la hace madre, junto a Enómao, de Hipodamía. Y otra tradición dice que, unida a Ares, fue la madre de Enómao y en este caso sería la abuela de Hipodamía. Acaso sea la misma que Harpina, una de las hijas Asopo, que en una tradición fue madre de Enómao en su unión con Ares.